# Самсу-дитана

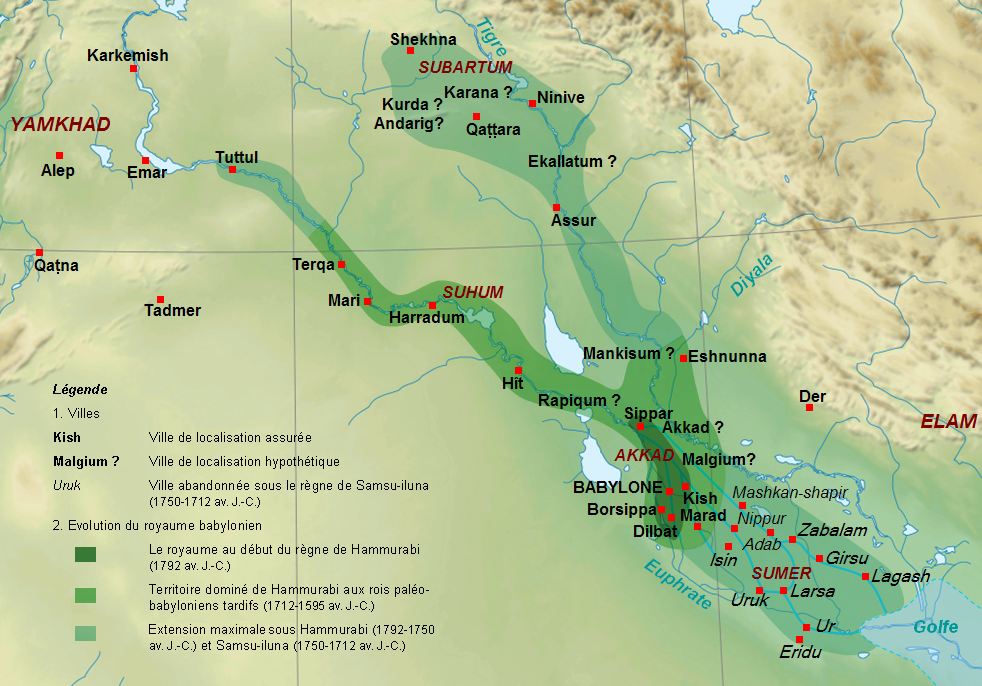
Карта Вавилона в период правления I Вавилонской (аморейской) династии

Самсу-дитана (аккад. Sa-am-su-di-ta-na) — царь Вавилона, правил приблизительно в 1626 — 1595 годах до н. э., последний из I Вавилонской (аморейской) династии.

## Биография
Сын царя Амми-цадуки.
О событиях его правления практически ничего не известно. Список его датировочных формул дошёл до нас не полностью, да и сами формулы бессодержательны и по большей части дошли до нас в сильно сокращённом виде. Помимо датировочной формулы 1-го года его правления о провозглашении «справедливости» (отмены долгов и недоимок), все остальные формулы посвящены дарениям в храмы различных предметов и своих собственных статуй. Нет никаких упоминаний о постройке городов и крепостей, рытье каналов или военных походах. 
В 1595 году до н. э. хеттский царь Мурсили I, по-видимому, в союзе с касситами «Ханейского царства», предпринял поход на Вавилон и разрушил его. Статуи покровителя Вавилона бога Мардука и его жены богини Царпанит были унесены из разрушенного главного храма Эсагилы и доставлены в Терку. Самсу-дитана, по всей видимости, погиб. Вот как описан этот поход в Указе   Телепину: 

«[И] он (Мурсили I) пошёл на город Хальпу и разрушил город Хальпу и доставил в Хаттусу пленных города Хальпа и его добро. А затем он пошёл на Вавилон и разрушил Вавилон и разгромил хурр[итов], и пленных Вавилона и добро его он забрал в Хаттусу».
Известие об этом походе дошло до нас из хеттского источника, поэтому о касситах он умалчивает, однако надо полагать, что в этом походе на Вавилон они играли немалую роль, может быть не меньшую чем хетты. Нам известно, что отдельные касситы к концу XVII века до н. э. находились на службе царей Вавилона, они могли послужить разведчиками для его врагов. Весьма вероятно, что и чисто военная роль касситского контингента в армии Мурсили I была велика. Этим очевидно объясняется и то, почему главный трофей — статуя Мардука не была увезена в Хеттское царство, а осталась в касситском центре в Терке.
Кроме Указа Телепину слабый намёк об этом походе сохранился в Хронике ранних царей (ABC 20), где кратко сообщается:

«Во время Самсу-дитанаы, хетты выступили против Аккада».
Правил Самсу-дитана 31 год.

## Список датировочных формул Самсу-дитана
|                                                    | |
| 1 год 1626 / 1625 до н. э.                         | Год, когда царь Самсу-дитана, повинуясь властному приказу Мардука, обеспечившего престолонаследие, [учредил правосудие в народе] JNES 14 138; YOS 13 324 mu sa-am-su-di-ta-na lugal-e inim mah-a dmarduk-ke4 lugal-bal-a-ni mu-un-ge-en-na-am3 / bi2-in-ge-en-na-ta |
| 2 год 1625 / 1624 до н. э.                         | Год, после года, когда [Самсу-дитана] повинуясь властному приказу Мардука, обеспечившего престолонаследие, [учредил правосудие в народе] JNES 14 138; YOS 13 262 mu gibil egir inim mah-a dmarduk-ke4 lugal-bal-a-na bi2-in-gi-in-na-ta |
| 3 год 1624 / 1623 до н. э.                         | a Год, когда Ан и Энлиль, истинно и непреложно объявили ему … JNES 14 138; YOS 13 333 mu an den-lil2-bi inim / du11-ga zi-da mu-un-na-[an-sum-ma-a] / in-na-an-ne-esz-a-a b Год, когда … на право высказывания Мардука JNES 14 160g mu ... du11-ga zi-da dmarduk-ra |
| 4 год 1623 / 1622 до н. э.                         | Год, когда царь Самсу-дитана, вознесенный к вершинам власти Шамашем и Ададом … JNES 14 138 mu sa-am-su-di-ta-na lugal-e dutu diszkur-bi sag-bi an-sze3 ib2-ta-an-il2-esz-a / sag ra-a ib2-ta-an-ne2-esz-a |
| 5 год 1622 / 1621 до н. э.                         | Год, когда [Самсу-дитана] со всей мощью Шамаша и Мардука … JCS 13 34: 25 mu usu gal-gal-la dutu dmarduk-bi-da-ke4 |
| 6 год 1621 / 1620 до н. э.                         | Год, когда [Самсу-дитана принёс в дар храму] Эсагила для Мардука, героя, обеспечившего престолонаследие, великолепное «шита»-оружие, величайшее божественное оружие JNES 14 152 mu dmarduk ur-sag-ga2 … lugal-bal-a-ni bi2-in-ge-na-ta szita2 gisztukul dingir mah-a e2-sag-il2-sze3 in-ne-en-ku4-ra |
| 7 год 1620 / 1619 до н. э.                         | a Год, когда царь Самсу-дитана изготовил множество солнечных дисков из агата, эмблем блестящих, как дневной свет, украшенных лазуритом, красным золотом и полированным серебром, и сработал их со всем совершенством, и преподнёс их в дар [храму] Эбаббара для Шамаша, господина, каковой восседает на небесах [и] чьей милостью расширились пределы его царства JNES 14 153 mu sa-am-su-di-ta-na lugal-e asz-me didli-a na4du8-szi-a-ke4 szu-nir-ra u4-gim i3-zalag-gi-esz-a na4za-gin3-na ku3-sig17 husz-a ku3-luh-a-bi-da-ke4 szu-a mah-bi ib2-ta-an-du7-usz-a bi2-in-dim2-ma-am3 dutu en an-ta gal2-la-asz nam-lugal-a-ni bi2-ib2-gu-la-asz e2-babbar-ra-sze3 in-ne-en-ku4-ra b Год, когда царь Самсу-дитана изготовил солнечные диски из агата, эмблемы блестящие, как дневной свет, украшенные лазуритом, сверкающим золотом и полированным серебра, и сработал их со всем совершенством и преподнес их в дар [храму] Эбаббар для Шамаша, господина, каковой восседает в небесах, [и] чьей милостью расширились пределы его царства CAD Syeriszu sza-at-tum sza sa-am-su-di-ta-na szar-rum sza-am-sza-a-tim sza duszi szu-ri-ni sza ki-ma u4-mi nam-ru i-na uqni hurasyi huszszi kaspi mi-si syi-ri-isz szu-uk-lu-la ib-nu-u2-ma a-na dszamasz be-lim sza-qi-i mu-szar-bi szar-ru-ti-szu a-na e2-babbar-ri u2-sze-lu-u2 |
| 8 год 1619 / 1618 до н. э.                         | Год, когда [Самсу-дитана сделал] для Энлиля, господина Вавилона свою статую с атрибутами власти JNES 14 138 mu den-lil2 en ka2-dingir-raki alan nam-en-na-ni |
| 9 год 1618 / 1617 до н. э.                         | a Год, после года, когда для бога [Энлиля], свою статую с атрибутами власти JNES 14 154 mu gibil egir dingir alan nam-en-na-ni b Год, когда [царь сделал] статуи божеств-покровителей JNES 14 138 mu dingir-lamma dingir-lamma-a su bar-su3-ga-ke4 |
| 10 год 1617 / 1616 до н. э.                        | a Год, когда [Самсу-дитана] … изготовил в Вавилоне свою статую для Нанна великого господина богов / для господина Нанна, героя среди богов JNES 14 154 mu dnanna en gal-la dingir / dnanna en nir-gal2 dingir-re-e-ne-er alan-a-ni ka2-dingir-raki in-dim2-ma / mi-ni-in-dim2-ma b Год, когда [Самсу-дитана] изготовил свою статую для великого господина Нанна и преподнёс её в дар [храму] Энитэнду JNES 14 160 mu alan-a-ni dnanna en gal-la mi-ni-in-dim2-ma e2-ni2-te-en-du10-sze3 in-ne-ku4-ra c Год, когда [Самсу-дитана] изготовил свою статую для Инанны госпожи Вавилона YOS 13 206; BM 78663 mu alan-a-ni dinanna nin ka2-dingir-raki-ma mi-ni-in-dim2-ma [e2-ni2-te-en-du10-sze3 in-ne-ku4-ra] |
| 11 год 1616 / 1615 до н. э.                        | a Год, его статуи … в [храме] Эбаббар JCS 13 46 mu alan-a-ni … … e2-babbar-ra-sze3 … b Год, когда [Самсу-дитана] принёс в выбранное место в [храме] Эбаббар для Шамаша, великого господина неба и земли, свою статую, держащую в руке золотое зуби-оружие JNES 14 154; BM 79643 mu dutu en sag-kal an-ki-a-ba-asz alan-a-ni zubi ku3-sig17-ga-ke4 szu-a an-da-gal2-la ki / szu ba-an-ha-za-a e2-babbar-ra-sze3 in-ne2-en-ku4-ra |
| 12 год 1615 / 1614 до н. э.                        | Год, когда [Самсу-дитана] для Мардука великого / несравненного воина среди богов принёс свою статую … в [храм] Эсагилу JNES 14 155; Ungnad 1938 192 mu dmarduk ur-sag gal / mah-a dingir-re-e-ne-ke4 alan-a-ni … e2-sag-il2-sze3 in-ne-en-ku4-ra |
| 13 год 1614 / 1613 до н. э.                        | Год, когда [Самсу-дитана сделал] свою статую, [представляющую его] сидящим на троне и принёс её в Энитэнду JNES 14 155; YOS 13 22 mu alan-a-ni dur2-bi asz-te-ta in-ne-da-ra-gar-ra e2-ni2-te-en-du10-sze3 in-ne-ku4-ra |
| 14 год 1613 / 1612 до н. э.                        | Год, когда [Самсу-дитана] преподнёс [храму] Эсагила плиту, изготовленную из блестящего серебра, для Госпожи Царпанит, которая обретается в небесах JNES 14 155; BE 6/I 115 mu dpap-nun-an-ki nin an-ta gal2-la-asz ki-ne / gunni ku3-babbar u3-tu-da zalag-ga e2-sag-il2-sze3 in-ku4-ra |
| 15 год 1612 / 1611 до н. э.                        | Год, когда [царь Самсу-дитана сделал] свою статую [представляющую его] в качестве вождя, поставленного над армией JNES 14 155; BM 79156 mu alan-a-ni igi ka keszda2 ugnim-ma |
| 16 год 1611 / 1610 до н. э.                        | Год, когда Ураш / Нинурта, господин могущественный, позволил ему достичь желаемого всем сердцем JNES 14 155 mu durasz / dnin-urta en gir3-ra sza3-kur-ku-da-na sa2-an-na-ra ab-be2-e-a-asz |
| 17 год 1610 / 1609 до н. э.                        | Год, когда [Самсу-дитана] принёс в дар [храму] Эсагила для Набу, величайшего господина свою статую, [представляющую его] идущим JNES 14 155 mu dna-bi-um en gal-di / gal-la alan-a-ni gir3-ri-a an-dib-ba-a e2-sag-il2-la-sze3 in-ni-ku4-ra |
| 18 год 1609 / 1608 до н. э.                        | Год, когда для Мардука великого владыки … BE 6.1 118; BM 79213; BBVO 1 121 mu dmarduk nun gal-la-ni |
| 19 год 1608 / 1607 до н. э.                        | Год, после года, когда для Мардука великого владыки BE 6.1 113 mu gibil egir dmarduk nun gal-la-ni |
| 20 год 1607 / 1606 до н. э.                        | Год различных молний JNES 14 156 mu nim-gir2 didli-a |
| 21 год 1606 / 1605 до н. э.                        | Год, когда статую в ознаменование своего владычества / [представляющую его], владыкой и трон изготовленный из красного золота в святая святых … JNES 14 156 mu alan nam-nun-na-ni dur2-gar ku3-sig17 husz-a ki-bad-ra2 |
| 22 год 1605 / 1604 до н. э.                        | a Год после года, когда статую в ознаменование своего владычества JCS 13 46f mu gibil egir alan nam-nun-na-ni b Год, после года, когда статуя в ознаменование своего владычества / статуя, [представляющая его], владыкой и трон, изготовленный из красного золота в святая святых … JNES 14 156 mu gibil egir alan nam-nun-na-ni dur2-gar ku3-sig17 husz-a ki-bad-ra2-a …-…-… |
| 23 или 24 год 1604 / 1603 или 1603 / 1602 до н. э. | Год, когда [Самсу-дитана сделал] статую [представляющую его] держащим золотой скипетр JNES 14 157 mu alan-a-ni giszgidru-a ku3-sig17-ga szu ba-an-ha-za-a |
| 24 или 25 год 1603 / 1602 или 1602 / 1601 до н. э. | Год, когда его статуя [представляющая его] поднимающей руками жертвенного ягненка JCS 11 93; VS 22 54 mu alan-a-ni sila4 igi-du8-a szu-na bi2-in-il2-la |
| 25 или 26 год 1602 / 1601 или 1601 / 1600 до н. э. | Год, после года, когда его статуя [представляющая его] преподносящим ягненка JNES 14 138; VS 12 35 mu us2-sa alan-a-ni sila4 igi-du8-a |
| 26 или 27 год 1601 / 1600 или 1600 / 1599 до н. э. | Год, когда его статуя держащая в руке ветвь правосудия JNES 14 157; JCS 30 236 mu alan-a-ni u3-luh-ha ni3-si-sa2 szu an-da-gal2-la / szu-a bi2-in-du8-a / szu-a bi2-da-di-a |
| B                                                  | Год, когда царь Самсу-дитана … JNES 14 160; Pinches, Peek 1 mu sa-am-su-di-ta-na lugal-e asz-ka kur igi-kur-a-a |
| D                                                  | Год, когда царь Самсу-дитана для Энлиля? мудрого владыки, превосходящего мудростью и знанием всех богов (возможно, 8-й год Самсу-дитаны) BE 6/2 133 mu sa-am-su-di-ta-na lugal-e den-lil2? nun masz-su igi-gal2-la dingir-re-ne |
| E                                                  | Год, когда … Энлилю великому владыке … (возможно, 8-й год Самсу-дитаны) JNES 14 160 mu … den-lil2 en-na ib2-gu-la |
| F                                                  | Год, когда … его статую украшенную серебром и золотом JNES 14 160h mu … alan-a-ni ku3-sig17 ku3-babbar-ra-ke4 |
| G                                                  | Год, когда … его великолепная статуя JNES 14 160 i mu … alan-a-ni mah … |
| H                                                  | Год, когда … богов-покровителей из золота … JNES 14 160 mu … sag mu2-mu2 dingir-lamma ku3-sig17 |
| I                                                  | Год, когда … JNES 14 160j mu … kar-ku |
| J                                                  | Год, после года, когда … JNES 14 160k mu us2-sa kar-ku … |
| K                                                  | Третий год … JNES 14 160l mu 3-kam-ma us2-sa kar-ku … |

| I Вавилонская (аморейская) династия |                                                        |                     |
| Предшественник: Амми-цадука         | царь Вавилона ок. 1626 — 1595 до н. э. (правил 31 год) | Преемник: Гулькишар |